# Vincenzo Danti
Vincenzo Danti, född 1530 i Perugia, död 26 maj 1576 i Perugia, var en italiensk skulptör.
Vincenzo Dante slöt sig närmast till Michelangelo i sitt konstnärskap och var en av de mera betydande skulptörerna i Italien i slutet av renässansen. Karaktäristisk för hans konst är skulpturgruppen Ärligheten betvingar bakslugheten, som står på gården i Bargellopalatset, Florens. Samma byggnad inrymmer även fler skulpturer av Danti.